# Walter Rütt
Walter Rütt (Morsbach, Rin del Nord-Westfàlia, 12 de setembre de 1883 - Berlín, 23 de juny de 1964) fou un ciclista alemany, professional des del 1901 fins al 1926. Es va especialitzar en ell ciclisme en pista on va obtenir grans èxits con el Campionat del Món de Velocitat el 1913, o diferents victòries en curses de sis dies, sent el primer alemany a guanyar una prova d'aquesta mena.

## Palmarès en pista
- 1904
  - 1r al Gran Premi de l'UVF
- 1907
  - 1r als Sis dies de Nova York (amb John Stol)
  - 1r al Gran Premi de l'UCI
- 1908
  - 1r al Gran Premi de Reims
- 1909
  - 1r als Sis dies de Nova York (amb Jack Clark)
  - 1r al Gran Premi de l'UVF
- 1910
  -  Campió d'Alemanya en velocitat
  - 1r als Sis dies de Berlín (amb Jack Clark)
- 1911
  - Campió d'Europa de Velocitat
  - 1r als Sis dies de Berlín (amb John Stol)
  - 1r als Sis dies de Frankfurt (amb John Stol)
- 1912
  - 1r als Sis dies de Nova York (amb Joe Fogler)
  - 1r als Sis dies de Berlín 1 (amb John Stol)
  - 1r als Sis dies de Berlín 2 (amb John Stol)
- 1913
  -  Campió del món de velocitat
  - 1r al Gran Premi de París de velocitat
- 1919
  -  Campió d'Alemanya en velocitat
- 1920
  -  Campió d'Alemanya en velocitat
- 1923
  -  Campió d'Alemanya en velocitat
- 1925
  - 1r als Sis dies de Berlín (amb Emile Aerts)